# Premier League 2019/2020
Soutěžní ročník Premier League 2019/20 byl 28. ročníkem Premier League, tedy anglické nejvyšší fotbalové ligy. První zápas byl odehrán 9. srpna 2019 a poslední kolo se odehrálo 26. července 2020. Obhájcem titulu byl již druhým rokem v řadě Manchester City, který v minulé sezóně zažil úspěšný ročník, když získal domácí treble. Tento ročník Premier League byl první sezonou se zimní přestávkou, která připadla na únor. Také byla první sezónou, ve které byl použit systém VAR. Vítězem ročníku 2019/20 se stal ale Liverpool FC, který získal svůj první ligový titul od roku 1990, první v éře Premier League a celkově devatenáctý.
13. března 2020 byla v reakci na pandemii nemoci covid-19 a jejího šíření i mezi hráči a zaměstnanci ligových klubů přerušena. Původně tak bylo plánováno do 3. dubna, posléze bylo přerušení prodlouženo do půlky června. Opět se rozeběhla 17. června 2020 dvěma zápasy a následujícím víkendu 19. - 22. června se odehrálo první kompletní ligové kolo po více než 3 měsících. 

## Týmy
Soutěže se již tradičně zúčastnilo celkem 20 celků. K prvním sedmnácti z minulého ročníku se přidali tři postupující z druhé anglické ligy EFL Championship. Norwich City a Sheffield United si účast zajistili již v základní části předcházejícího ročníku Championship a Aston Villa si účast vybojovala vítězstvím v play off. Opačným směrem na konci předchozí sezóny putovaly Cardiff City, Fulham a Huddersfield Town. Sestoupení Cardiffu znamená, že bude v nejvyšší soutěži chybět poprvé od sezony 2010/11 tým z Walesu.
| Klub                    | 2018/19          | Město               | Stadión                   |
| ----------------------- | ---------------- | ------------------- | ------------------------- |
| Manchester City         | Zlatá medaile    | Manchester          | Etihad Stadium            |
| Liverpool               | Stříbrná medaile | Liverpool           | Anfield                   |
| Chelsea                 | Bronzová medaile | Londýn              | Stamford Bridge           |
| Tottenham Hotspur       | 4.               | Londýn              | Tottenham Hotspur Stadium |
| Arsenal                 | 5.               | Londýn              | Emirates Stadium          |
| Manchester United       | 6.               | Manchester          | Old Trafford              |
| Wolverhampton Wanderers | 7.               | Wolverhampton       | Molineux Stadium          |
| Everton                 | 8.               | Liverpool           | Goodison Park             |
| Leicester City          | 9.               | Leicester           | King Power Stadium        |
| West Ham United         | 10.              | Londýn              | London Stadium            |
| Watford                 | 11.              | Watford             | Vicarage Road             |
| Crystal Palace          | 12.              | Londýn              | Selhurst Park             |
| Newcastle United        | 13.              | Newcastle upon Tyne | St James' Park            |
| Bournemouth             | 14.              | Bournemouth         | Dean Court                |
| Burnley                 | 15.              | Burnley             | Turf Moor                 |
| Southampton             | 16.              | Southampton         | St Mary's Stadium         |
| Brighton & Hove Albion  | 17.              | Brighton            | Falmer Stadium            |
| Norwich City            | Championship     | Norwich             | Carrow Road               |
| Sheffield United        | Championship     | Sheffield           | Bramall Lane              |
| Aston Villa             | Championship     | Birmingham          | Villa Park                |

### Realizační týmy a dresy
| Klub                    | Trenér              | Kapitán                   | Výrobce dresu | Sponzor dresu (hrudník) | Sponzor dresu (rukáv) |
| ----------------------- | ------------------- | ------------------------- | ------------- | ----------------------- | --------------------- |
| Arsenal                 | Mikel Arteta        | Pierre-Emerick Aubameyang | Adidas        | Emirates                | Visit Rwanda          |
| Aston Villa             | Dean Smith          | Jack Grealish             | Kappa         | W88                     | BR88                  |
| Bournemouth             | Eddie Howe          | Simon Francis             | Umbro         | M88 / Vitality          | Mansion Group         |
| Brighton & Hove Albion  | Graham Potter       | Lewis Dunk                | Nike          | American Express        | JD                    |
| Burnley                 | Sean Dyche          | Ben Mee                   | Umbro         | LoveBet                 | LoveBet               |
| Chelsea                 | Frank Lampard       | César Azpilicueta         | Nike          | Yokohama Tyres / Three  | Hyundai               |
| Crystal Palace          | Roy Hodgson         | Luka Milivojević          | Puma          | ManBetX                 | Dongqiudi             |
| Everton                 | Carlo Ancelotti     | Séamus Coleman            | Umbro         | SportPesa               | Angry Birds           |
| Leicester City          | Brendan Rodgers     | Wes Morgan                | Adidas        | King Power              | Bia Saigon            |
| Liverpool               | Jürgen Klopp        | Jordan Henderson          | New Balance   | Standard Chartered      | Western Union         |
| Manchester City         | Pep Guardiola       | David Silva               | Puma          | Etihad Airways          | Nexen Tire            |
| Manchester United       | Ole Gunnar Solskjær | Harry Maguire             | Adidas        | Chevrolet               | Kohler                |
| Newcastle United        | Steve Bruce         | Jamaal Lascelles          | Puma          | Fun88                   | StormGain             |
| Norwich City            | Daniel Farke        | Grant Hanley              | Erreà         | Dafabet                 | Best Fiends           |
| Sheffield United        | Chris Wilder        | Billy Sharp               | Adidas        | Union Standard Group    | Union Standard Group  |
| Southampton             | Ralph Hasenhüttl    | James Ward-Prowse         | Under Armour  | LD Sports               | Virgin Media          |
| Tottenham Hotspur       | José Mourinho       | Hugo Lloris               | Nike          | AIA                     | None                  |
| Watford                 | Hayden Mullins      | Troy Deeney               | Adidas        | Sportsbet.io            | Bitcoin               |
| West Ham United         | David Moyes         | Mark Noble                | Umbro         | Betway                  | Scope Markets         |
| Wolverhampton Wanderers | Nuno Espírito Santo | Conor Coady               | Adidas        | ManBetX                 | CoinDeal              |

### Trenérské změny
| Tým                    | Odvolaný/rezignujicí trenér | Důvod ochodu        | Datum odchodu trenéra | Pozice v tabulce | Nově nastupující trenér | Datum nástupu trenéra |
| ---------------------- | --------------------------- | ------------------- | --------------------- | ---------------- | ----------------------- | --------------------- |
| Brighton & Hove Albion | Chris Hughton               | Vyhozen             | 13. května 2019       | Před sezonou     | Graham Potter           | 20. května 2019       |
| Chelsea                | Maurizio Sarri              | Přesun do Juventusu | 16. června 2019       | Před sezonou     | Frank Lampard           | 4. července 2019      |
| Newcastle United       | Rafael Benítěz              | Konec smlouvy       | 30. června 2019       | Před sezonou     | Steve Bruce             | 17. července 2019     |
| Watford                | Javi Gracia                 | Vyhozen             | 7. září 2019          | 20. místo        | Quique Sánchez Flores   | 7. září 2019          |
| Tottenham Hotspur      | Mauricio Pochettino         | Vyhozen             | 19. listopadu 2019    | 14. místo        | José Mourinho           | 20. listopadu 2019    |
| Arsenal                | Unai Emery                  | Vyhozen             | 29. listopadu 2019    | 8. místo         | Mikel Arteta            | 20. prosince 2019     |
| Watford                | Quique Sánchez Flores       | Vyhozen             | 1. prosince 2019      | 20. místo        | Nigel Pearson           | 6. prosince 2019      |
| Everton                | Marco Silva                 | Vyhozen             | 5. prosince 2019      | 18. místo        | Carlo Ancelotti         | 21. prosince 2019     |
| West Ham United        | Manuel Pellegrini           | Vyhozen             | 28. prosince 2019     | 17. místo        | David Moyes             | 29. prosinec 2019     |
| Watford                | Nigel Pearson               | Vyhozen             | 19. července 2020     | 17. místo        | Hayden Mullins          | 19. července 2020     |

## Tabulka
| Poř. | Tým                     | Z  | V  | R  | P  | VG  | OG | B  |
| ---- | ----------------------- | -- | -- | -- | -- | --- | -- | -- |
| 1.   | Liverpool (C)           | 38 | 32 | 3  | 3  | 85  | 33 | 99 |
| 2.   | Manchester City         | 38 | 26 | 3  | 9  | 102 | 35 | 81 |
| 3.   | Manchester United       | 38 | 18 | 12 | 8  | 66  | 36 | 66 |
| 4.   | Chelsea                 | 38 | 20 | 6  | 12 | 69  | 54 | 66 |
| 5.   | Leicester City          | 38 | 18 | 8  | 12 | 67  | 41 | 62 |
| 6.   | Tottenham Hotspur       | 38 | 16 | 11 | 11 | 61  | 47 | 59 |
| 7.   | Wolverhampton Wanderers | 38 | 15 | 14 | 9  | 51  | 40 | 59 |
| 8.   | Arsenal                 | 38 | 14 | 14 | 10 | 56  | 48 | 56 |
| 9.   | Sheffield United        | 38 | 14 | 12 | 12 | 39  | 39 | 54 |
| 10.  | Burnley                 | 38 | 15 | 9  | 14 | 43  | 50 | 54 |
| 11.  | Southampton             | 38 | 15 | 7  | 16 | 51  | 60 | 52 |
| 12.  | Everton                 | 38 | 13 | 10 | 15 | 44  | 56 | 49 |
| 13.  | Newcastle United        | 38 | 11 | 11 | 16 | 38  | 58 | 44 |
| 14.  | Crystal Palace          | 38 | 11 | 10 | 17 | 31  | 50 | 43 |
| 15.  | Brighton & Hove Albion  | 38 | 9  | 14 | 15 | 39  | 54 | 41 |
| 16.  | West Ham United         | 38 | 10 | 9  | 19 | 49  | 62 | 39 |
| 17.  | Aston Villa             | 38 | 9  | 8  | 21 | 41  | 67 | 35 |
| 18.  | Bournemouth (R)         | 38 | 9  | 7  | 22 | 40  | 65 | 34 |
| 19.  | Watford (R)             | 38 | 8  | 10 | 20 | 36  | 64 | 34 |
| 20.  | Norwich City (R)        | 38 | 5  | 6  | 27 | 26  | 75 | 21 |

|  | Přímý postup do Ligy Mistrů         |
|  | Přímý postup do Evropské Ligy       |
|  | Postup do 2. předkola Evropské Ligy |
|  | Sestup do EFL Championship          |

Poznámky
1. ↑  Manchester City byl organizací UEFA vyřazen z evropských pohárů pro ročníky 2020/21 a 2021/22. Uspěl však s odvoláním u CAS, takže si poháry v příštím ročníku zahraje.
2. ↑  Jelikož vítěz ligového poháru EFL Cup Manchester City se kvalifikoval do evropských pohárů i z ligy, tak jeho místo v evropských pohárech připadne 6. týmu anglické ligy.

## Statistiky

### Střelci

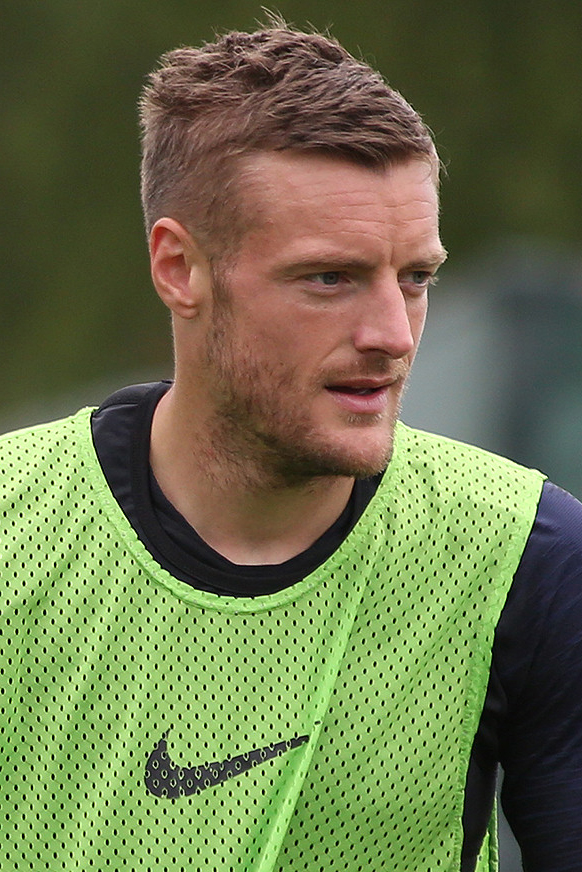
Jamie Vardy vyhrál Zlatou kopačku Premier League, když vstřelil 23 gólů, stal se tak nejstarším hráčem, který získal toto ocenění.

#### Nejlepší střelci
|    | Hráč                      | Klub                    | Góly |
| -- | ------------------------- | ----------------------- | ---- |
| 1. | Jamie Vardy               | Leicester City          | 23   |
| 2. | Pierre-Emerick Aubameyang | Arsenal                 | 22   |
| 2. | Danny Ings                | Southampton             | 22   |
| 4. | Raheem Sterling           | Manchester City         | 20   |
| 5. | Mohamed Salah             | Liverpool               | 19   |
| 6. | Harry Kane                | Tottenham Hotspur       | 18   |
| 6. | Sadio Mané                | Liverpool               | 18   |
| 8. | Raúl Jiménez              | Wolverhampton Wanderers | 17   |
| 8. | Anthony Martial           | Manchester United       | 17   |
| 8. | Marcus Rashford           | Manchester United       | 17   |

#### Hattricky

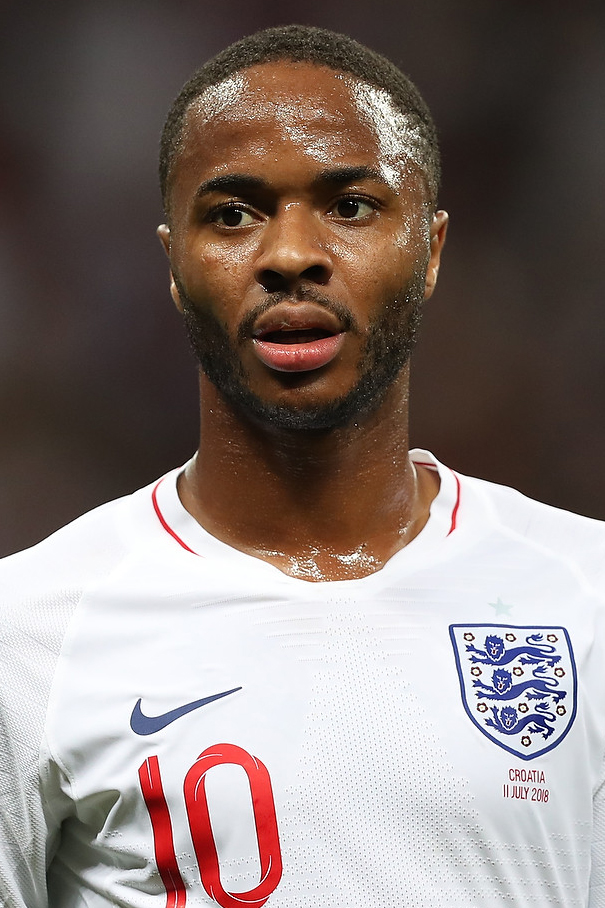
Raheem Sterling vstřelil v této sezóně dva hattricky jako jediný hráč

| Hráč              | Klub              | Soupeř                  | Skóre   | Datum             |
| ----------------- | ----------------- | ----------------------- | ------- | ----------------- |
| Raheem Sterling   | Manchester City   | West Ham United         | 5:0 (H) | 10. srpna 2019    |
| Teemu Pukki       | Norwich City      | Newcastle United        | 3:1 (D) | 17. srpna 2019    |
| Tammy Abraham     | Chelsea           | Wolverhampton Wanderers | 5:2 (H) | 14. září 2019     |
| Bernardo Silva    | Manchester City   | Watford                 | 8:0 (D) | 21. září 2019     |
| Ayoze Pérez       | Leicester City    | Southampton             | 9:0 (H) | 25. října 2019    |
| Jamie Vardy       | Leicester City    | Southampton             | 9:0 (H) | 25. října 2019    |
| Christian Pulišić | Chelsea           | Burnley                 | 4:2 (H) | 26. října 2019    |
| Sergio Agüero     | Manchester City   | Aston Villa             | 6:1 (H) | 12. ledna 2020    |
| Anthony Martial   | Manchester United | Sheffield United        | 3:0 (D) | 24. června 2020   |
| Michail Antonio4  | West Ham United   | Norwich City            | 4:0 (H) | 11. července 2020 |
| Raheem Sterling   | Manchester City   | Brighton & Hove Albion  | 5:0 (H) | 11. července 2020 |

Poznámky
4 Hráč vstřelil 4 góly
(D) – Domácí tým
(D) – Hostující tým

#### Nejlepší asistenti

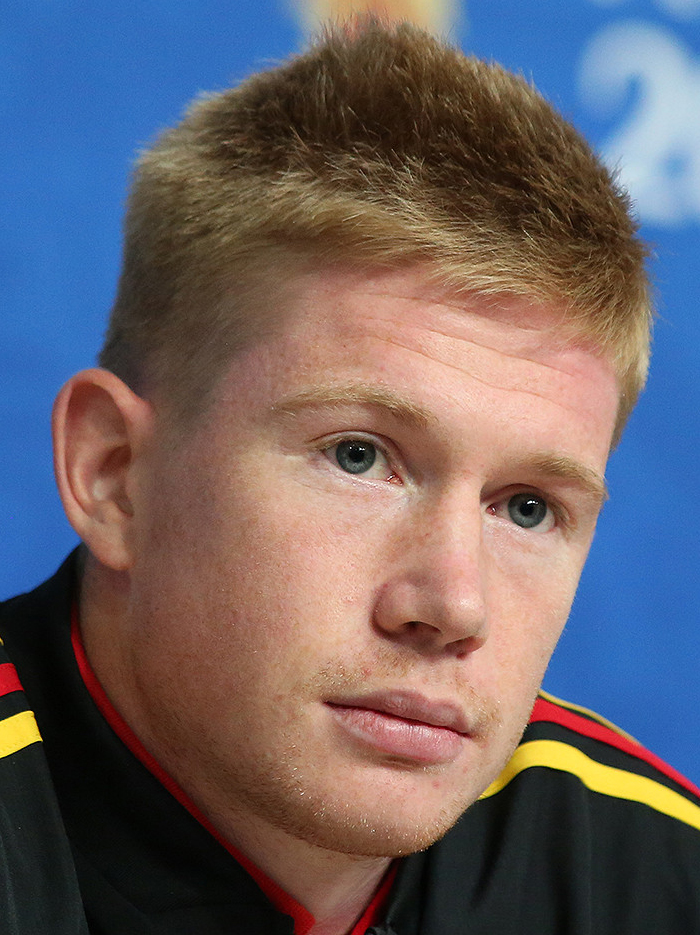
Kevin De Bruyne asistoval na 20 gólů – vyrovnal tak rekord Thierryho Henryho – a získal ocenění Premier League Playmaker of the Season.

|    | Hráč                   | Klub                    | Asistence |
| -- | ---------------------- | ----------------------- | --------- |
| 1. | Kevin De Bruyne        | Manchester City         | 20        |
| 2. | Trent Alexander-Arnold | Liverpool               | 13        |
| 3. | Andrew Robertson       | Liverpool               | 12        |
| 4. | Mohamed Salah          | Liverpool               | 10        |
| 4. | David Silva            | Manchester City         | 10        |
| 4. | Son Hung-min           | Tottenham Hotspur       | 10        |
| 7. | Rijád Mahriz           | Manchester City         | 9         |
| 7. | Adama Traoré           | Wolverhampton Wanderers | 9         |
| 9. | Harvey Barnes          | Leicester City          | 8         |
| 9. | Roberto Firmino        | Liverpool               | 8         |

### Čistá konta

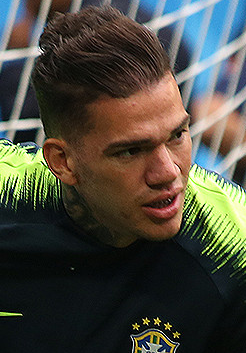
Ederson vyhrál Zlatou rukavici Premier League, když vychytal 16 čistých kont v dresu Manchesteru City.

|     | Hráč              | Klub                    | Čistá konta |
| --- | ----------------- | ----------------------- | ----------- |
| 1.  | Ederson           | Manchester City         | 16          |
| 2.  | Nick Pope         | Burnley                 | 15          |
| 3.  | Alisson           | Liverpool               | 13          |
| 3.  | David de Gea      | Manchester United       | 13          |
| 3.  | Dean Henderson    | Sheffield United        | 13          |
| 3.  | Rui Patrício      | Wolverhampton Wanderers | 13          |
| 3.  | Kasper Schmeichel | Leicester City          | 13          |
| 8.  | Martin Dúbravka   | Newcastle United        | 11          |
| 9.  | Vicente Guaita    | Crystal Palace          | 10          |
| 10. | Ben Foster        | Watford                 | 9           |
| 10. | Jordan Pickford   | Everton                 | 9           |
| 10. | Mathew Ryan       | Brighton & Hove Albion  | 9           |

### Disciplína

#### Hráči
- Nejvíce žlutých karet: 12[101]
  -  Luka Milivojević (Crystal Palace)

- Nejvíce červených karet: 2[102]
  -  Fernandinho (Manchester City)
  -  Christian Kabasele (Watford)
  -  David Luiz (Arsenal)

#### Klub
- Nejvíce žlutých karet: 86[103]
  - Arsenal

- Nejvíce červených karet: 5[104]
  - Arsenal

## Ocenění

### Měsíční
| Měsíc    | Trenér měsíce       | Trenér měsíce           | Hráč měsíce               | Hráč měsíce       | Gól měsíce          | Gól měsíce             | Reference               |
| Měsíc    | Trenér              | Klub                    | Hráč                      | Klub              | Hráč                | Klub                   | Reference               |
| -------- | ------------------- | ----------------------- | ------------------------- | ----------------- | ------------------- | ---------------------- | ----------------------- |
| Srpen    | Jürgen Klopp        | Liverpool               | Teemu Pukki               | Norwich City      | Harvey Barnes       | Leicester City         | [ 105 ] [ 106 ] [ 107 ] |
| Září     | Jürgen Klopp        | Liverpool               | Pierre-Emerick Aubameyang | Arsenal           | Moussa Djenepo      | Southampton            | [ 108 ] [ 109 ] [ 110 ] |
| Říjen    | Frank Lampard       | Chelsea                 | Jamie Vardy               | Leicester City    | Matty Longstaff     | Newcastle United       | [ 111 ] [ 112 ] [ 113 ] |
| Listopad | Jürgen Klopp        | Liverpool               | Sadio Mané                | Liverpool         | Kevin De Bruyne     | Manchester City        | [ 114 ] [ 115 ] [ 116 ] |
| Prosinec | Jürgen Klopp        | Liverpool               | Trent Alexander-Arnold    | Liverpool         | Son Hung-min        | Tottenham Hotspur      | [ 117 ] [ 118 ] [ 119 ] |
| Leden    | Jürgen Klopp        | Liverpool               | Sergio Agüero             | Manchester City   | Alireza Jahanbakhsh | Brighton & Hove Albion | [ 120 ] [ 121 ] [ 122 ] |
| Únor     | Sean Dyche          | Burnley                 | Bruno Fernandes           | Manchester United | Matěj Vydra         | Burnley                | [ 123 ] [ 124 ] [ 125 ] |
| Červen   | Nuno Espírito Santo | Wolverhampton Wanderers | Bruno Fernandes           | Manchester United | Bruno Fernandes     | Manchester United      | [ 126 ] [ 127 ] [ 128 ] |
| Červenec | Ralph Hasenhüttl    | Southampton             | Michail Antonio           | West Ham United   | Kevin De Bruyne     | Manchester City        | [ 129 ] [ 130 ] [ 131 ] |

### Roční ocenění
| Ocenění                                   | Vítěz                  | Klub              |
| ----------------------------------------- | ---------------------- | ----------------- |
| Premier League Manager of the Season      | Jürgen Klopp           | Liverpool         |
| Premier League Player of the Season       | Kevin De Bruyne        | Manchester City   |
| Premier League Young Player of the Season | Trent Alexander-Arnold | Liverpool         |
| Premier League Goal of the Season         | Son Heung-min          | Tottenham Hotspur |
| PFA Players' Player of the Year           | Kevin De Bruyne        | Manchester City   |
| PFA Young Player of the Year              | Trent Alexander-Arnold | Liverpool         |
| Hráč roku dle FWA                         | Jordan Henderson       | Liverpool         |
| PFA Fans' Player of the Year              | Sadio Mané             | Liverpool         |

| PFA Team of the Year | PFA Team of the Year               | PFA Team of the Year               | PFA Team of the Year               | PFA Team of the Year          | PFA Team of the Year                | PFA Team of the Year                | PFA Team of the Year                | PFA Team of the Year                | PFA Team of the Year              | PFA Team of the Year              | PFA Team of the Year              | PFA Team of the Year              |
| -------------------- | ---------------------------------- | ---------------------------------- | ---------------------------------- | ----------------------------- | ----------------------------------- | ----------------------------------- | ----------------------------------- | ----------------------------------- | --------------------------------- | --------------------------------- | --------------------------------- | --------------------------------- |
| Brankář              | Nick Pope (Burnley)                | Nick Pope (Burnley)                | Nick Pope (Burnley)                | Nick Pope (Burnley)           | Nick Pope (Burnley)                 | Nick Pope (Burnley)                 | Nick Pope (Burnley)                 | Nick Pope (Burnley)                 | Nick Pope (Burnley)               | Nick Pope (Burnley)               | Nick Pope (Burnley)               | Nick Pope (Burnley)               |
| Obránci              | Trent Alexander-Arnold (Liverpool) | Trent Alexander-Arnold (Liverpool) | Trent Alexander-Arnold (Liverpool) | Virgil van Dijk (Liverpool)   | Virgil van Dijk (Liverpool)         | Virgil van Dijk (Liverpool)         | Çağlar Söyüncü (Leicester City)     | Çağlar Söyüncü (Leicester City)     | Çağlar Söyüncü (Leicester City)   | Andrew Robertson (Liverpool)      | Andrew Robertson (Liverpool)      | Andrew Robertson (Liverpool)      |
| Záložníci            | David Silva (Manchester City)      | David Silva (Manchester City)      | David Silva (Manchester City)      | David Silva (Manchester City) | Jordan Henderson (Liverpool)        | Jordan Henderson (Liverpool)        | Jordan Henderson (Liverpool)        | Jordan Henderson (Liverpool)        | Kevin De Bruyne (Manchester City) | Kevin De Bruyne (Manchester City) | Kevin De Bruyne (Manchester City) | Kevin De Bruyne (Manchester City) |
| Útočníci             | Jamie Vardy (Leicester City)       | Jamie Vardy (Leicester City)       | Jamie Vardy (Leicester City)       | Jamie Vardy (Leicester City)  | Pierre-Emerick Aubameyang (Arsenal) | Pierre-Emerick Aubameyang (Arsenal) | Pierre-Emerick Aubameyang (Arsenal) | Pierre-Emerick Aubameyang (Arsenal) | Sadio Mané (Liverpool)            | Sadio Mané (Liverpool)            | Sadio Mané (Liverpool)            | Sadio Mané (Liverpool)            |

## Vítěz
| Premier League 2019/20 Liverpool (1. titul) |